# Bardwad, Kundgol
Bardwad là một làng thuộc tehsil Kundgol, huyện Dharwad, bang Karnataka, Ấn Độ.